# Попик Володимир Іванович
По́пик Володи́мир Іва́нович (*24 червня 1952, Полтава, Україна) — історик та бібліограф, член-кореспондент НАН України (2015), доктор історичних наук, директор Інституту біографічних досліджень НБУВ (з 2003), член Української національної комісії у справах ЮНЕСКО, віце-президент Українського біографічного товариства, відповідальний секретар Українського комітету славістів, заступник відповідального редактора журналу «Бібліотечний вісник», збірників наукових праць «Наукові праці Національної бібліотеки України імені В. І. Вернадського» та «Українська біографістика».

## Життєпис
- 1973 – закінчив Полтавський державний педагогічний інститут ім. Короленка.
- 1976–1983 – молодший науковий співробітник Інституту історії АН УРСР.
- 1983–2011 – науковий співробітник-консультант (1983–2002), учений секретар (2002–2003), керівник (2003–2011) Сектору суспільних наук Президії НАН України.
- 1993 – по т. ч. – старший науковий співробітник (1993–2003), директор (з 2003) Інституту біографічних досліджень НБУВ.
- 2011–2013 – заступник генерального директора Національної бібліотеки України імені В. І. Вернадського.
- 2013–2018 – генеральний директор Національної бібліотеки України імені В. І. Вернадського[2].

## Вибрані публікації
- Политическая борьба на Украине вокруг выборов в ІІІ Государственную думу. — К., 1989. — 100 с.[3]
- Ранні етапи формування ресурсів біографічної інформації на східноєвропейських землях // Бібліотечний вісник. — 2011. — № 6. — С. 20-27.
- Современная украинская биографика как информационный ресурс образования, науки и культуры // Библиотеки национальных академий наук: проблемы функционирования, тенденции развития. Научно-практич. и теоретич. сб. — Вып. 9. — К., 2011. — С. 31-42.
- Роль библиотек в формировании электронных ресурсов биографической информации // Материалы VII Международных книговедческих чтений «Библиотеки и политика открытого доступа к информации и знаниям». Минск, 10-11 ноября 2011 г. — Минск, 2011. — С. 213—218.
- Українська біографістика на зламі століть: зміна дослідницьких парадигм // Наукові праці Нац. б-ки України ім. В. І. Вернадського. — К., 2011. — Вип. 31. — С. 443—460.
- Становлення української довідкової біографіки: від Козацької доби до витоків Національного відродження // Бібліотечний вісник. — 2012. — № 1 — С. 33-42.
- Формування вітчизняних ресурсів біографічної інформації: від витоків Національного відродження до здобуття Україною незалежності // Бібліотечний вісник. — 2012. — № 3 — С. 21-31.
- Историко-биографические издания как информационный ресурс образования, науки и культуры // Научная книга: Специальный выпуск. — М., 2012. — №1. — С. 84-86.